# Moskvas stift
Moskvas stift (ryska: Московская епархия; translitteration: Moskovskaja eparhija; kyrkslaviska: Моско́вскаѧ є҆па́рхїѧ) är ett stift i den Rysk-ortodoxa kyrkan som håller till inom Moskvas gränser.

## Överhuvud
Stiftets överhuvud är patriark Kirill av Moskva, som är Rysk-ortodoxa kyrkans patriark.

## Utbredning
Antalet kyrkor och kapell tillhörande Moskvas stift är idag (2021) 1218, varav bland annat:
- 33 dopkyrkor
- 318 församlingskyrkor

Stiftet har också:
- 33 biskopar
- 413 diakoner
- 1 395 präster

## Kyrkor i Moskva stift (urval)

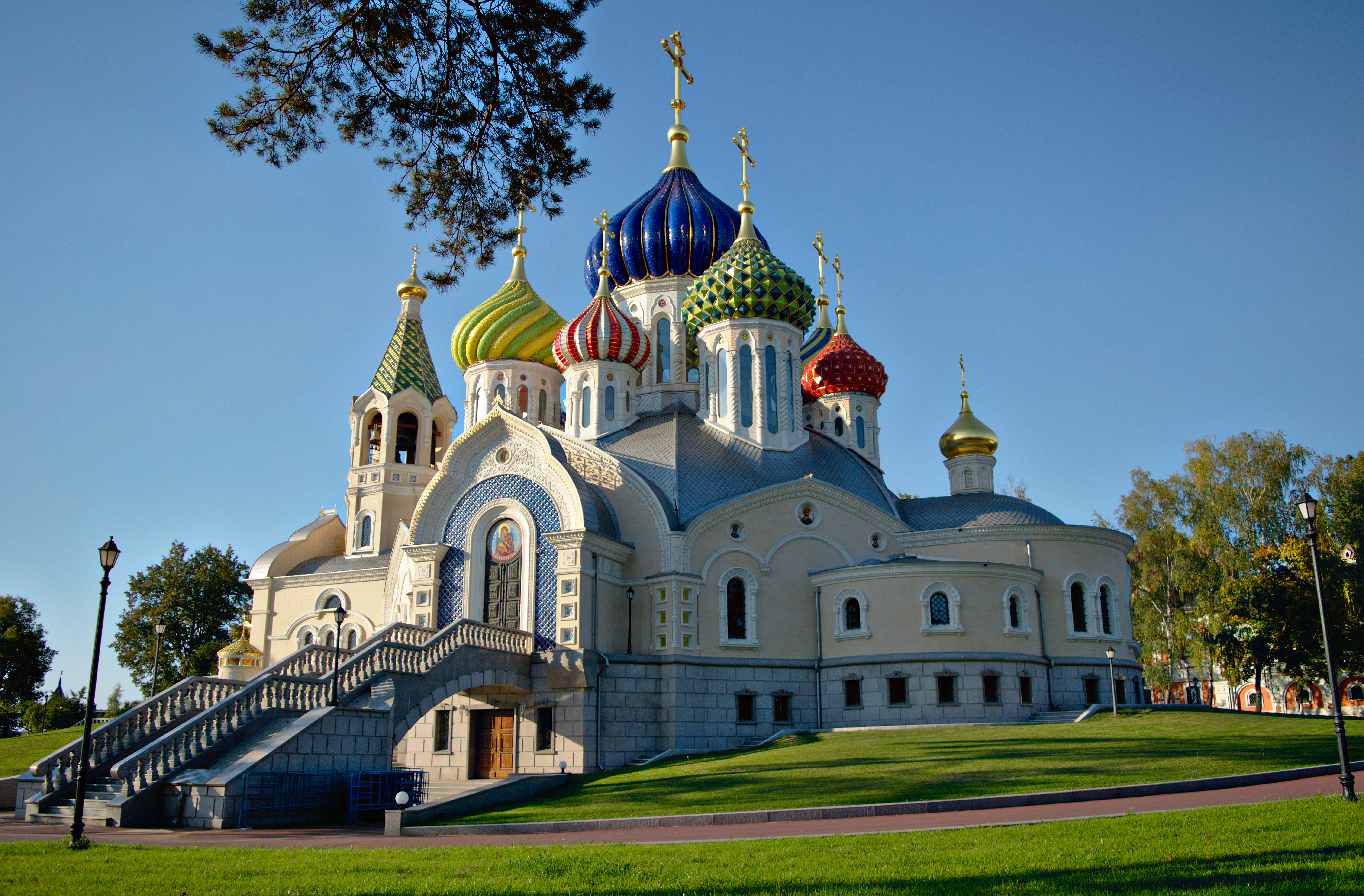
Sankt Igor av Tjernihivs katedral i Novo-Peredelkino.
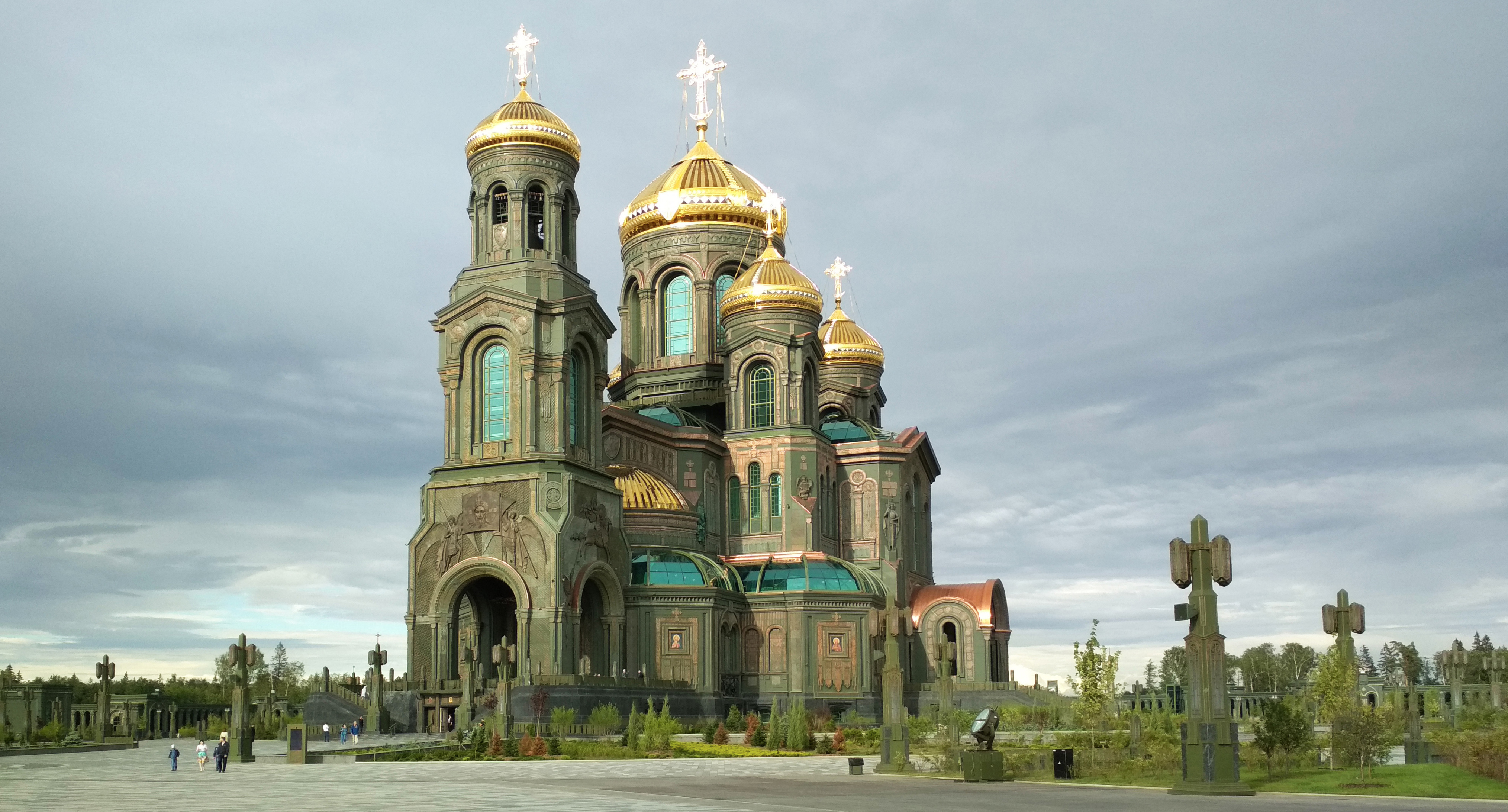
Ryska federationens väpnade styrkors huvudkatedral i Kubinka.
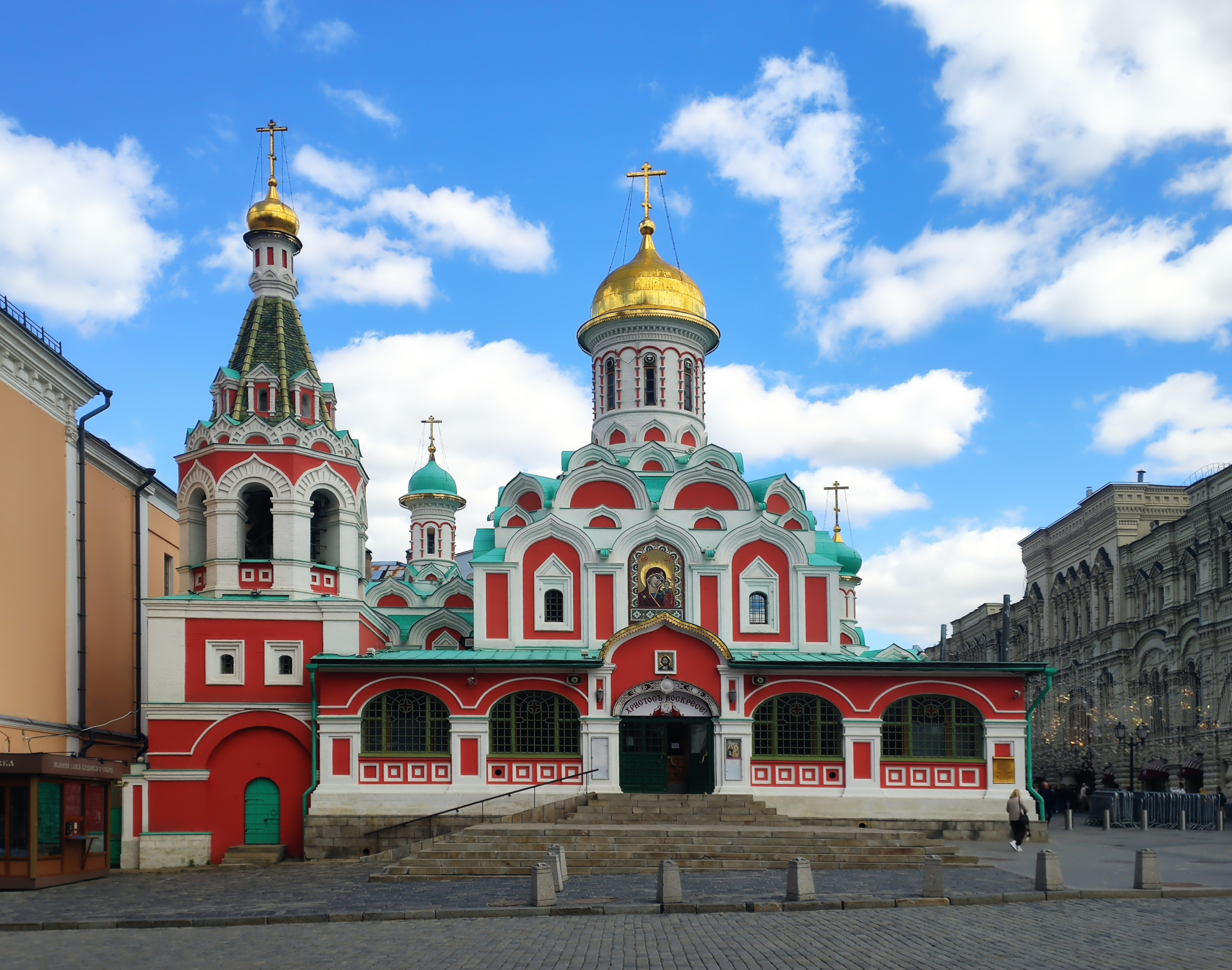
Kazankatedralen i Moskva.
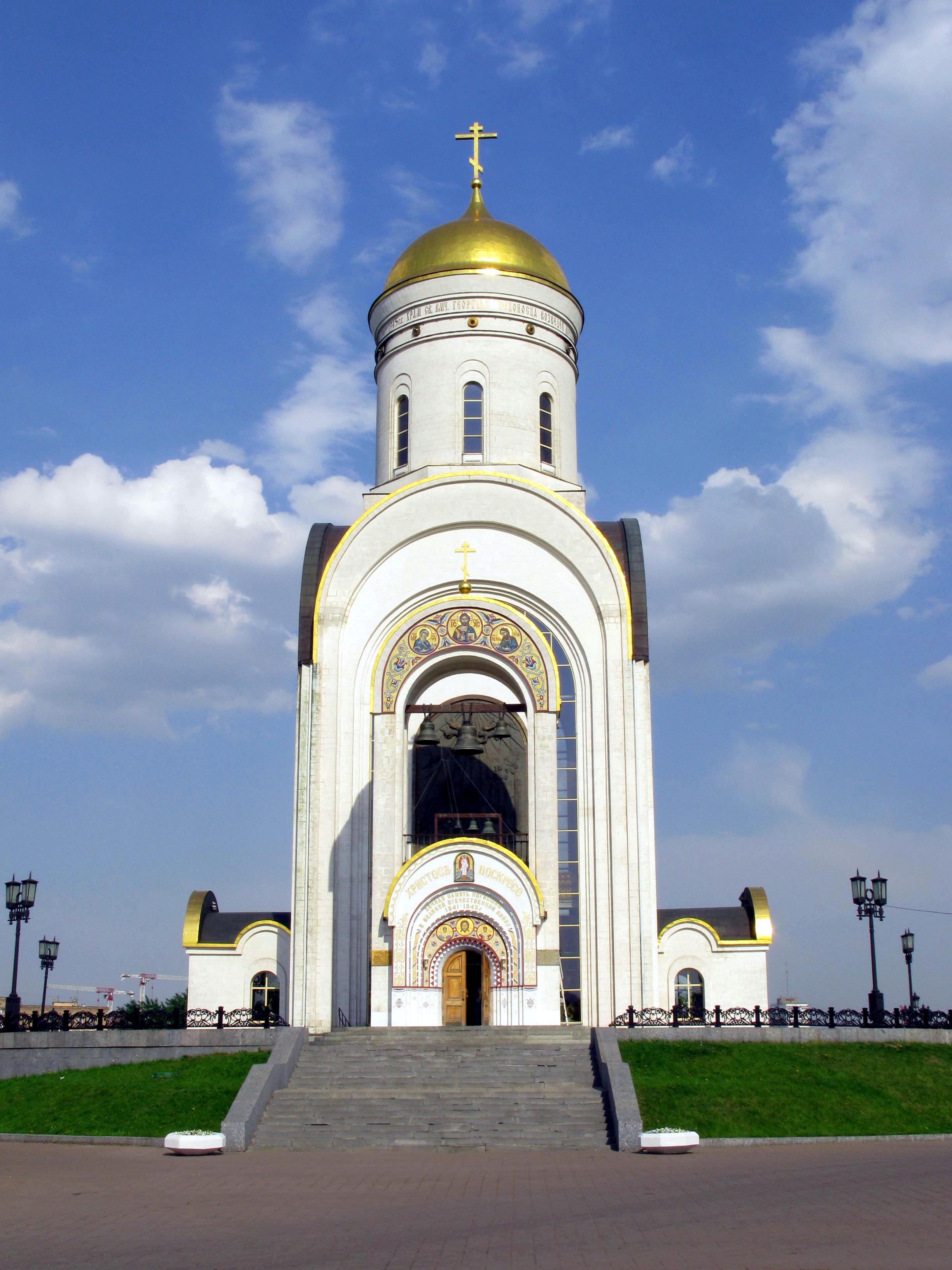
Sankt Georg den segerrikes kyrka i Moskva.